# بلاذر أوثوني
بلاذر أوثوني (الاسم العلمي: Anacardium othonianum) هو نوع من النباتات يتبع جنس البلاذر من فصيلة البلاذرية.